# Vito Braet
Vito Braet, né le 2 novembre 2000 à Thourout, est un coureur cycliste belge, membre de l'équipe Intermarché-Wanty.

## Biographie

### Sport Vlaanderen/Flanders-Baloise (2022-2023)
En aout 2021, l'équipe Sport Vlaanderen-Baloise annonce la signature du coureur belge pour les deux prochaines saisons,. En février 2023, il remporte le classement de meilleur grimpeur de l'Étoile de Bessèges-Tour du Gard.

### Intermarché-Wanty (depuis 2024)
Ensuite,  il signe un contrat de deux années avec l'équipe Intermarché-Wanty. Dès le début de 2024, il termine troisième de la 5e étape du Tour de la Communauté valencienne battu au sprint pour la deuxième place par Jonathan Milan. Le 10 février, à la Figueira Champions Classic, il prend la deuxième place en remportant le sprint des poursuivants derrière Remco Evenepoel, vainqueur en solitaire. Il est au départ du Tour d'Espagne 2024, son premier grand tour, où il termine troisième du sprint massif de la 17e étape.

## Palmarès sur route

### Par annéees
- 2016
  - 2e étape de l'Asvö Radjugendtour
- 2017
  - 3e du championnat de Flandre-Occidentale du contre-la-montre juniors
- 2018
  - Johan Museeuw Classic
  - Keizer der Juniores
  - 2e du championnat de Belgique sur route juniors
- 2019
  - 4e étape du Tour du Brabant flamand (contre-la-montre par équipes)
  - 2e de Bruxelles-Opwijk
  - 2e du Tour du Brabant flamand
- 2021
  - 4e étape du Tour du Brabant flamand
  - 2e étape du Tour de Flandre-Orientale
  - 2e d'À travers Wingene
  - 3e du Tour du Brabant flamand
- 2024
  - 2e de la Figueira Champions Classic

### Résultats sur les grands tours

#### Tour de France
1 participation
- 2025 : 143e

#### Tour d'Espagne
1 participation
- 2024 : 81e

### Classements mondiaux
| Année                                 | 2021  | 2022 | 2023 | 2024 |
| ------------------------------------- | ----- | ---- | ---- | ---- |
| Classement mondial                    | 1988e | 772e | 573e | 214e |
| UCI Europe Tour                       | 1346e | 582e | nc   | nc   |
|                                       |       |      |      |      |
| Légende : nc = non classéSource : UCI |       |      |      |      |

## Palmarès en VTT
- 2016
  -  Champion de Belgique de beachrace débutants
- 2018
  -  Champion de Belgique de beachrace juniors